# Лобаски (Ичалковский район)
Лобаски — село в Ичалковском районе Республика Мордовия  Российской Федерации. Административный центр Лобаскинского сельского поселения. Проживают эрзяне.

## Название
Лобаски — от эрзянского слова «ламбамо», значит красивая, приятная местность. 

## География
Находится по склону горы, между речками Кемлятка и Мутулка , на расстоянии от районного центра в 18 км, от  республиканской столицы  — города Саранска — в 80 км.

## История
Во времена Алексея Михайловича (1645 год) место, теперь занимаемое селом Лобаски, не имело постоянных жителей, а только по временам населялось беглыми людьми, которых выселяли, другие более сильные беглецы.
С 1648 года это место со своим ближайшим окружением стало принадлежать знаменитому боярину Борису Ивановичу Морозову.
Первые поселенцев из села Солдаманова Майдана было всего до 12 дворов.
При Петре I в селе была шляпная фабрика, затем её закрыли. На её месте был открыт поташный завод, при нём была и поташная контора.
В 1744 году жители Лобасков приняли обряд крещения. А уже в 1747 году был построен первый храм.
Особенности села Лобаски отмечает В. А. Юрченков: социально-экономические этюды (17—18 века): «Село Лобаски по праву можно считать феноменом мордовской истории и культуры в силу целого ряда причин, чаще всего субъективного характера, здесь сложилась своеобразная аура, позволившая сформироваться на этой земле целым династиям национальной интеллигенции (Рябовым, Горбуновым, Яушевым, Прончатовым, Шумилкиным, Юрченковым и др.)»

## Население
| 2002 | 2010 |
| ---- | ---- |
| 589  | ↘469 |

## Известные уроженцы, жители
- Рябов, Анатолий Павлович — эрзянский лингвист, педагог, общественный деятель, профессор.
- Рябов, Владимир Павлович — первый учёный-агроном, профессиональный переводчик на эрзянский язык.
- Илларион Максимович Яушев — советский певец, заслуженный артист РСФСР, заслуженный и народный артист Мордовской АССР.

## Инфраструктура
Личное подсобное хозяйство с зоной сельскохозяйственного использования, индивидуальная застройка усадебного типа.
Основа экономики — сельское хозяйство.
Лобасковская основная общеобразовательная школа. Дом культуры. Лобаскинский ФАП.

## Транспорт
Автобусное сообщение с райцентром.  Остановка общественного транспорта «Лобаски».